# Ácido sulfâmico
Ácido sulfâmico, também conhecido como ácido amidosulfônico, ácido amidosulfúrico, ácido aminosulfônico, e ácido sulfamídico, é um composto molecular com a fórmula H3NSO3. Este composto incolor, solúvel em água encontra muitas aplicações.

## Produção
O ácido sulfâmico é produzido a partir da ureia e do ácido sulfúrico ou o ácido dissulfúrico:
{\displaystyle \mathrm {CO(NH_{2})_{2}+H_{2}S_{2}O_{7}\longrightarrow 2\ H_{2}NSO_{3}H+CO_{2}} }